# Hlízov
Hlízov (en allemand : Hlisow) est une commune du district de Kutná Hora, dans la région de Bohême-Centrale, en République tchèque. Sa population s'élevait à 614 habitants en 2020.

## Géographie
Hlízov se trouve à 4,5 km au nord-nord-est de Kutná Hora, à 8 km au sud-est de Kolín et à 63,5 km à l'est-sud-est du centre de Prague.
La commune est limitée par Starý Kolín au nord, par Nové Dvory à l'est et au sud-est, par Kutná Hora au sud-ouest, et par Libenice à l'ouest.

## Histoire
La première mention écrite de la localité date de 1142.

## Transports
Par la route, Hlízov se trouve à 7,5 km de Kutná Hora, à 9,5 km de Kolín et à 77 km du centre de Prague.